# Ocumare del Tuy
Ocumare del Tuy è una città del Venezuela situata nello Stato di Miranda e in particolare nel comune di Lander.